# 伊利 (堪薩斯州)
伊利（英語：Erie）是一個位於美國堪薩斯州尼歐肖縣的城市。同時該地也是尼歐肖縣的縣治。

## 地方資料
伊利的座標為37°34′07″N 95°14′33″W / 37.56861°N 95.24250°W，而該地的海拔高度為273米（即896英尺）。根據2010年美國人口普查，該地共人口1047人，而該地的面積約為3.28平方千米。